# Frankie Grande
Frank James Michael Grande Marchione (New York, 24 gennaio 1983) è un ballerino, attore, cantante e produttore discografico statunitense con cittadinanza italiana.
Si è esibito a Broadway come Franz nel musical Rock of Ages (2014–2015) e in Mamma Mia! (2007-2010) e ha recitato in Off-Broadway, in produzioni teatrali regionali e in tournée. Ha inoltre prodotto spettacoli di Broadway ed è apparso in spettacoli di cabaret, incluso uno spettacolo interamente incentrato sulla sua figura. Nel 2014, è stato un concorrente del reality show statunitense Big Brother 16, mentre nel 2016 ha preso parte al reality britannico Celebrity Big Brother 18.
Grande è stato un giudice della stagione 2015 America's Best Dance Crew. Dal 2016 al 2017 ha co-condotto Style Code Live, uno spettacolo di moda e shopping Amazon in diretta che è andato in streaming durante i giorni feriali. Il suo lavoro filantropico comprende la co-fondazione dell'organizzazione no profit "Broadway in Sudafrica" e il lavoro per buildOn.
È fratello maggiore, per parte di madre, di Ariana Grande.

## Biografia

### Formazione e prime esperienze a teatro
Ha iniziato a esibirsi in musical in quinta elementare. Si è laureato al Muhlenberg College in Pennsylvania nel 2005, con una tripla specializzazione in biologia, teatro e danza. Ha preso in considerazione di frequentare la facoltà di medicina ma ha deciso di prendersi un anno di pausa per dedicarsi al teatro.
Ha iniziato la sua carriera professionale nel 2007, quando è apparso come Boots the Monkey in un tour nazionale di Dora the Explorer Live! (Dora's Pirate Adventure) e in produzioni teatrali regionali, incluso il ruolo del protagonista in George M!, Mike Costa in A Chorus Line e Lewis in Pippin, tra gli altri. Più tardi, nel 2007, si è unito al cast di Broadway del musical Mamma Mia!, nel gruppo e come sostituto di Eddie. Grande ha fatto parte della trasmissione  tre anni. Sempre nel 2013 Frankie Grande è stato nominato "Mr. Broadway" nella cerimonia di beneficenza Mr. Broadway 2007.
Negli anni successivi ha prodotto spettacoli teatrali, incluse produzioni di Broadway di Hamlet (2009) con Jude Law, La Bête (2010–2011) con David Hyde Pierce e Born Yesterday (2011) con Jim Belushi. Ha anche prodotto lo spettacolo di cabaret "one-woman-only" di Brooke Shields nel 2011. Grande si è esibito in spettacoli di cabaret a New York, tra cui al Birdland Jazz Club e 54 Below. Nel 2013 ha recitato come Bobby in una produzione teatrale estiva del musical Crazy for You. Ha poi presentato lo spettacolo Livin' la Vida Grande al Laurie Beechman Theater di New York.

### 2014-2016
Nel febbraio 2014 Grande ha interpretato Consuela ad Off-Broadway in un revival del musical Pageant. Nel giugno di quell'anno si è esibito al DigiFest di New York. A metà 2014, Frankie Grande è apparso nell realy show statunitense Big Brother 16. MTV ha definito le sue 12 settimane nello show "controverse... condito con alcuni momenti potenti, oltraggiosi e assolutamente impressionanti". Grande si è classificato 5º su 16 concorrenti.
Grande è tornato a Broadway nel novembre 2014 come Franz nel musical Rock of Ages per un fidanzamento di due mesi. Lo stesso mese ha ospitato il pre-show sul tappeto rosso degli American Music Award. Nel 2014 TV Guide ha definito Grande una delle "nostre star preferite di YouTube". Ha successivamente presentato un segmento di Nightline nel 2014 sugli intrattenitori che usano i social media per aumentare il loro successo.
Nel 2015, Billboard ha incluso Grande nella sua lista di "32 delle migliori star dei social media su Internet oggi". Nel gennaio 2015, Grande di nuovo ha eseguito il suo spettacolo di cabaret al 54 di sotto. Nel febbraio successivo è apparso in un video musicale per Lance Bass e ha lavorato come modello per Malan Breton alla settimana della moda di New York. Nel marzo successivo, Grande è stato intervistatore di Entertainment Tonight ai Kids 'Choice Awards 2015. È anche apparso nel cortometraggio documentario Malan Breton: A Journey to Taiwan, che ha vinto il premio 2015 per il miglior film documentario a New York City Festival 2015. Nel giugno 2015 è apparso al DigiFest di New York, e il mese successivo è stato giudice del concorso video #JoeyShine.
Grande è stato un giudice della serie TV del 2015 America's Best Dance Crew All-Stars: Road to the VMAs, su MTV nel 2015. Ha condotto uno speciale TV sul canale Oxygen nell'agosto 2015 chiamato Worst.Post.Ever: con Frankie Grande sui faux pas dei social media. Ha ospitato di nuovo il pre-show degli American Music Award sul tappeto rosso nel 2015. Durante tutto l'anno, ha anche suonato regolarmente un numero nel tour The Honeymoon Tour di sua sorella. Grande è stato nominato per un People's Choice Award 2016.
Grande ha ripreso il suo spettacolo personale autobiografico, Livin 'La Vida Grande, a Los Angeles nel gennaio 2016. Lo stesso mese, lui e sua sorella hanno lanciato una fragranza unisex chiamata Frankie di Ariana Grande. A partire da marzo 2016, Grande ha presentato lo spettacolo di Prime Video Style Code Live (SCL), incentrato principalmente su moda, bellezza e tendenze riguardanti le celebrità. Lo spettacolo consente agli spettatori di acquistare gli articoli discussi e di porre domande in modo interattivo. Trasmette in diretta ogni settimana. Una recensione su The Washington Post ha definito lo spettacolo "qualcosa di un miscuglio tra QVC ed E! Notizie". Grande ha eseguito il suo cabaret, Livin 'la Vida Grande, al The Box di New York City per un fine settimana di giugno 2016. Successivamente è apparso nel reality show britannico Celebrity Big Brother 18, arrivando al 6º posto. Ha poi ripreso la conduzione di SCL a tempo pieno dal 2016al maggio 2017.

### 2017-presente
Grande ha lavorato come modello per Propaganda da Richie Rich, e ancora per Breton, al Madison Square Garden durante la settimana della moda di New York nel febbraio 2017. Nel maggio 2017 ha pubblicato un singolo musicale, Queen. Ha poi lanciato una partnership con YouCam Make-up. Nell'agosto successivo è apparso nella serie web Vimeo Indoor Boys; per il quale è stato nominato per il premio come miglior attore agli Indie Series Awards 2018. Ha recitato nel settembre 2017 in un episodio in due parti della sitcom di Nickelodeon Henry Danger nel ruolo di Frankini. Nell'ottobre 2017 Grande è apparso nel finale della stagione 2 della serie televisiva Netflix Haters Back Off come una versione immaginaria di se stesso. Nel successivo dicembre è apparso su Trivial Takedown su Fuse.
Nel gennaio 2018, Grande ha recitato in The Unauthorized Musical Parody of: Rocky al Rockwell Table and Stage di Los Angeles. Il mese seguente, ha condotto il red carpet e si è esibito ai Make-Up Artists and Hairstylists Guild Awards di Los Angeles. Grande ha poi interpretato Frank-n-Furter in The Rocky Horror Show a Los Angeles per poi universi al cast dello spettacolo off-Broadway Cruel Intentions: The Musical a (Le) Poisson Rouge come Blaine. Nel Maggio 2018, Grande ha ripreso il ruolo di Frankini in un episodio della quarta stagione di Henry Danger intitolato "Captain Man-kini", e ha preso parte a Ru Race di RuPaul.
Ha recitato nel ruolo di Finch in una produzione di Muhlenberg del luglio 2018 di How to Succeed in Business Without Really Trying. Un recensore scrisse: "Il suo Finch è assolutamente affascinante e ha un'adorabile innocenza che smentisce le tecniche manipolative che impiega per andare avanti". Nell'agosto successivo ha interpretato Victor Garber a New York City in un musical di parodia juke-box, basato sulla musica di Céline Dion, intitolato Titanique: In Conceret. È poi tornato a interpretare il ruolo di Frankini in un episodio musicale di Henry Danger nel luglio 2019.

## Vita privata
Frankie Grande è nato a New York City, figlio di Victor Marchione, medico, e Joan Grande, amministratrice delegata della società di sistemi telefonici e di allarmi Hose-McCann Communications. È cresciuto a Englewood, nel New Jersey, e si è trasferito con sua madre a Boca Raton, in Florida, all'età di 10 anni, dove in seguito ha frequentato la Pine Crest School. La sua sorellastra è la cantante e attrice Ariana Grande; ha inoltre un fratellastro, James Marchione.
Frankie Grande è apertamente gay.

## Filantropia
Nel 2007, Grande ha co-fondato l'organizzazione artistica senza scopo di lucro "Broadway in South Africa", viaggiando in Sudafrica per insegnare arti performative a giovani svantaggiati per sette anni, prima che l'ente benefico si fondesse con buildOn. Nel 2013, Grande ha contribuito alla costruzione di una scuola in un villaggio rurale nel Malawi, nell'Africa sud-orientale, e nel 2014 la costruzione di Onn lo ha onorato per i suoi sforzi con il suo Global Impact Award. Grande è un sostenitore della lotta contro il fumo. Grande ha donato i soldi che ha vinto al Grande Fratello 16 (dalla svolta del "Team America" di cui faceva parte) per costruire un'altra scuola in Africa. Nel gennaio 2015, è tornato in Malawi per aiutare a iniziare la costruzione della scuola, chiamata come suo nonno per onorare la sua memoria. Grande ha raccolto fondi aggiuntivi per buildOn, per finanziare la scuola, alla fine ha superato il suo obiettivo di $70.000. Grande ha partecipato anche a un annuncio di servizio pubblico sulla prevenzione degli incendi del 2016 chiamato 2steps2minutes e allo spettacolo annuale di Broadway Bares a beneficio di Broadway Cares/Equity Fights AIDS.
Nel giugno 2018, Grande ha presieduto l'annuale concerto di beneficenza "Broadway Sings for Pride" al The Cutting Room di New York. È anche un partecipante attivo all'AIDS, un evento annuale che raccoglie fondi per combattere l'HIV/AIDS. Ha raccolto oltre $38.000 nel 2018. Grande ha partecipato all'evento nel giugno 2019.

## Impatto mediatico
Scrivendo sul New York Times nel 2014, Michael Musto ha definito Grande "vivacemente ambizioso". Un altro giornalista lo ha definito "spudoratamente entusiasta della vita".
A dicembre 2018, la presenza sui social media di Grande includeva oltre 400.000 iscritti e 25 milioni di visualizzazioni su YouTube, oltre 1,9 milioni di follower su Instagram e un milione di follower su Twitter.

## Discografia

### Album
- 2025 – Hotel Rock Bottom

### Singoli
- 2025 – Rhythm of Love
- 2025 – Boys

## Filmografia

### Televisione
- Big Brother 16 – programma televisivo (2014) – concorrente
- American Music Awards 2014 – speciale televisivo (2014)
- Good Morning America – programma televisivo (2015)
- Kids' Choice Awards 2015 – speciale televisivo (2015)
- America's Best Dance Crew – programma televisivo (2015) – giudice
- Celebrity Big Brother 18 – programma televisivo (2016) – concorrente
- Haters Back Off – serie TV, episodio 2x08 (2017)
- Henry Danger – serie TV, 5 episodi (2017-2019)
- RuPaul's Drag Race – programma televisivo (2018) – giudice
- Le avventure di Kid Danger (The Adventures of Kid Danger) – serie animata, episodio 1x07 (2018)
- Danger Force – serie TV, episodio 1x01 - 1x06 (2020)